# Q1 Tower
La Q1 Tower (Queensland Number One) est un gratte-ciel situé à Gold Coast au sud-est de l'état du Queensland en Australie.
Avec une hauteur de 323 mètres, c'est lors de son ouverture le plus haut gratte-ciel du pays.
C'est l'architecte Kent Elliot qui a créé ce bâtiment, dont la construction s'est terminée en 2005.